# Memória Viva
Memória Viva é um portal cujo objetivo é preservar e disponibilizar ao público acervo histórico relacionado à cultura brasileira. Lançado em 20 de abril de 1998, é mantido pelo jornalista Sandro Fortunato.
Além de disponibilizar um acervo digital das publicações O Cruzeiro, O Malho e Careta, o portal mantém também seções dedicadas a fotografias históricas e a biografias de figuras públicas brasileiras.